# Pseudophengodes pulchella
Pseudophengodes pulchella is een keversoort uit de familie Phengodidae. De wetenschappelijke naam van de soort is voor het eerst geldig gepubliceerd in 1843 door Guerin.